# Agrostis gracililaxa
Agrostis gracililaxa là một loài thực vật có hoa trong họ Hòa thảo. Loài này được Franco mô tả khoa học đầu tiên năm 1978.